# Tomioka
Pour les articles homonymes, voir Tomioka (homonymie).
Tomioka (富岡町, Tomioka-machi) est un bourg japonais (町, machi ou -chō) situé dans la préfecture de Fukushima.

Situation de Tomioka dans le district de Futaba (en jaune), au sein de la préfecture de Fukushima.

Sa population était de 15 000 habitants début 2011 mais la ville a été abandonnée à la suite de l'accident nucléaire de Fukushima, il ne reste qu'un habitant n'ayant pas voulu quitter sa ville.

## Histoire

### Accident nucléaire de Fukushima
La ville a été durement touchée par le séisme de 2011 de la côte Pacifique du Tōhoku du 11 mars 2011. De plus, étant située dans la zone d'exclusion nucléaire des 20 km autour de la centrale nucléaire de Fukushima Daiichi, elle a été évacuée dès le 12 mars 2011 à la suite de l'accident nucléaire de Fukushima. Seul un homme, l'agriculteur Naoto Matsumura, a refusé d'être évacué, restant pour nourrir les divers animaux abandonnés.